# Resolució 1458 del Consell de Seguretat de les Nacions Unides
La Resolució 1458 del Consell de Seguretat de les Nacions Unides fou adoptada per unanimitat el 28 de gener de 2003.
Després de reafirmar la Resolució 1408 (2002) sobre la situació a Libèria i reconeixent la importància d'implementar la Resolució 1343 (2001), el Consell va restablir un grup d'experts per supervisar l'aplicació de les sancions contra el govern de Libèria inclòs l'embargament d'armes, prohibició de viatge per als funcionaris i prohibicions sobre la importació dels seus diamants en brut.
El Consell de Seguretat va assenyalar que s'havia de fer una revisió de les mesures contra el govern de Libèria abans del 6 de maig de 2003. A més, també es preocupava per la situació a Libèria i als països veïns, particularment a Costa d'Ivori. Va assenyalar que un informe previ d'un grup d'experts tracta de restriccions contra Libèria i pretenia donar plena consideració a l'informe.
La resolució va restablir el grup d'experts per un període de tres mesos per dur a terme una avaluació de seguiment sobre Libèria i els estats veïns, per tal d'assegurar el compliment pel govern liberià de les mesures contingudes en la Resolució 1343 i qualsevol violació de la Resolució 1408, inclosa el moviment de rebels a Sierra Leone. Tota la informació recollida pel panell s'hauria d'assenyalar a l'atenció dels estats interessats. Es va demanar al secretari general Kofi Annan que nomenés un panell de fins a cinc experts amb experiència per complir el mandat del panell.
Finalment, es va instar a tots els països i organitzacions a cooperar amb el grup d'experts i el Comitè del Consell de Seguretat establert en la Resolució 1343.